# Národní park Lassen Volcanic
Národní park Lassen Volcanic (anglicky Lassen Volcanic National Park) je národní park na severovýchodě Kalifornie, ve Spojených státech amerických. Leží v okresech Shasta, Lassen, Plumas a Tehama. Dominantou národního parku je vulkán Lassen Peak, největší sopečný dóm na světě.
Lassen Peak je součástí Kaskádového pohoří, tvoří jeho nejjižnější část. Oblast je vulkanicky aktivní, jsou zde fumaroly a termální prameny.
Na území parku jsou zastoupeny všechny typy vulkánů - štítové vulkány, kónické vulkány i stratovulkány.

## Historie
Národní park vznikl v roce 1916. Lassen Peak (3 187 m) je nejvyšším vrcholem národního parku. Vulkán během posledních 300 let vybuchl několikrát, své nejaktivnější období měl mezi léty 1914 a 1921. Během roku 1914 došlo ke 150 erupcím. Láva sestupující z hory způsobila v okolních údolích záplavy bahna a kamení. Na konci května 1915 došlo k masivnímu sopečnému výbuchu. Oblak kouře dosáhl výšky až 11 kilometrů. O několik dní později vlna horkého vzduchu a páry smetla vše v okolí 5 kilometrů.

## Flora a fauna
Na území parku se vyskytuje 779 druhů rostlin.
Faunu tvoří jelenci ušatí, medvědi baribalové, kojoti, rysy červení, poletušky severní nebo pišťuchy pika.

## Turistika
Středem parku prochází 27 km dlouhá turistická stezka. Tato trasa je součástí dálkové turistické stezky Pacific Crest National Scenic Trail, která vede z Kanady až na jih Kalifornie.